# 12 Bar Bruise
Albums de King Gizzard & The Lizard Wizard
Willoughby's Beach (en)
(2011) Eyes Like the Sky
(2013)
Singles
1. Bloody Ripper
Sortie : 3 avril 2012
2. Elbow
Sortie : 30 juillet 2012

12 Bar Bruise est le premier album studio du groupe de rock psychédélique australien King Gizzard & The Lizard Wizard, sorti en 2012 sur le label Flightless (en). Après sa sortie en vinyle en novembre 2018, il atteint la quatorzième place sur le classe de l'ARIA (charts australiens). Le titre de l'album réfère au twelve-bar blues.

## Enregistrement
L'album est enregistré à Melbourne, à l'exception du morceau 12 Bar Bruise, enregistré à Anglesea avec 4 iPhones disposés dans une pièce, Stu Mackenzie (en) chantant dans l'un d'entre eux ,. Dans les notes d'accompagnement de la version de l'album sortie en 2018, Mackenzie décrit les membres du groupe, au moment de l'enregistrement de l'album, comme « nerveux et confus, naïfs, vivant de vin en cubi, de clopes, de doritos et du chômage ». Si Mackenzie est impliqué dans l'enregistrement de l'album, il reconnait son inexpérience technique à l'époque. Il sera crédité pour la production et/ou l'enregistrement de tous les albums suivants.
Le texte lu par Broderick Smith (père d'Ambrose Kenny-Smith) sur Sam Cherry's Last Shot est extrait de Our Wild Indians, de Richard Irving Dodge (en). Mackenzie, ayant d'abord écrit la partie instrumentale du morceau, indique qu'il souhaitait initialement l'associer à un extrait du roman western historique Méridien de sang, de Cormac McCarthy, mais que la tâche était trop compliquée. Le concept du morceau (spoken word sur un thème « conquête de l'Ouest ») sera repris sur l'album suivant, Eyes Like the Sky, avec Broderick Smith également.

## Accueil critique
Pour Thomas Averill (WEGL), l'album, dans son intensité, va à l'encontre du tournant plus doux amorcé par la scène indie rock en 2012 (les deux premiers albums de Mac Demarco, Lonerism de Tame Impala, ou les albums de Beach House). 12 Bar Bruise, en plus d'introduire le groupe au grand public, aura également une influence sur le mouvement indie rock. Averill le voit comme précurseur du son de groupes plus récents comme Black Midi, The Frights (en) ou The Garden (en).

## Liste des pistes
| 1.    | Elbow                  | Stu Mackenzie                         | 2:40 |
| 2.    | Muckraker              | Stu Mackenzie                         | 3:00 |
| 3.    | Nein                   | Stu Mackenzie                         | 2:52 |
| 4.    | 12 Bar Bruise          | Stu Mackenzie                         | 3:47 |
| 5.    | Garage Liddiard        | Stu Mackenzie                         | 2:29 |
| 6.    | Sam Cherry's Last Shot | Stu Mackenzie                         | 2:49 |
| 7.    | High Hopes Low         | Stu Mackenzie                         | 3:46 |
| 8.    | Cut Throat Boogie      | - Stu Mackenzie - Ambrose Kenny-Smith | 2:50 |
| 9.    | Bloody Ripper          | Stu Mackenzie                         | 2:13 |
| 10.   | Uh Oh, I Called Mum    | Stu Mackenzie                         | 2:38 |
| 11.   | Sea of Trees           | Stu Mackenzie                         | 3:15 |
| 12.   | Footy Footy            | - Stu Mackenzie - Joey Walker         | 1:59 |
| 34:18 |                        |                                       |      |

## Crédits

### Musiciens
- Michael Cavanagh – batterie
- Cook Craig – guitare, chant
- Ambrose Kenny-Smith – harmonica, chant
- Stu Mackenzie – chant, guitare
- Eric Moore – Theremin, claviers, perscussions
- Lucas Skinner – guitare basse, chant
- Joey Walker – guitare, chant
- Broderick Smith – voix (6)

### Production
- Production – Stu Mackenzie
- Enregistrement – Paul Maybury, King Gizzard
- Mixage – Paul Maybury, Stu Mackenzie
- Mastering – Joe Carra
- Illustrations – Jason Galea